# اریکا ویکمان
اریکا سوسانا ویکمان (فنلاندی:Erika Susanna Vikman; فنلاندی: [ˈe:rikɑ ˈsusɑn:ɑ ˈʋi:kmɑn]؛ زادهٔ ۲۰ فوریه ۱۹۹۳) خواننده و ترانه‌پرداز اهل فنلاند است. او فعالیت حرفه‌ای خود را به عنوان خواننده تانگو آغاز کرد و نخستین بار پس از پیروزی در رقابت Tangomarkkinat در سال ۲۰۱۶ به شهرت رسید. ویکمان با انتشار تک‌آهنگ «Cicciolina» در سال ۲۰۲۰ توجه گسترده‌تری در سطح ملی جلب کرد و این اثر نخستین تک‌آهنگ او بود که در بین پنج اثر برتر فنلاند قرار گرفت. نخستین آلبوم استودیویی او با همین عنوان در سال بعد منتشر شد و به صدر جدول فروش موسیقی فنلاند رسید. ویکمان نمایندهٔ فنلاند در یوروویژن ۲۰۲۵ با ترانهٔ «Ich komme» است.